# Фунду Ваиј (Бакау)
Фунду Ваиј (рум. Fundu Văii) насеље је у Румунији у округу Бакау у општини Панчешти. Oпштина се налази на надморској висини од 228 m.

## Становништво
Према подацима из 2002. године у насељу је живело 153 становника, од којих су сви румунске националности.